# Campiña Sur
Die Comarca Campiña Sur ist eine der 8 Comarcas in der Provinz Córdoba. Sie wurde, wie alle Comarcas in der Autonomen Gemeinschaft Andalusien, mit Wirkung zum 28. März 2003 eingerichtet.
Die im Südwesten der Provinz gelegene Comarca umfasst 12 Gemeinden mit einer Fläche von 1.098,93 km².

## Lage
| Valle Medio del Guadalquivir | Córdoba                                     | Campiña de Baena |
| Provinz Sevilla              | Kompassrose, die auf Nachbargemeinden zeigt |                  |
|                              |                                             | Subbética        |

## Gemeinden
| Gemeinde                         | Einwohner (2024) | Fläche km² | Dichte Einw./km² | Cod INE | Postleitzahl |
| -------------------------------- | ---------------- | ---------- | ---------------- | ------- | ------------ |
| Aguilar de la Frontera           | 13.210           | 166,48     | 79               | 14002   | 14920        |
| Fernán-Núñez                     | 9.638            | 29,80      | 323              | 14027   | 14520        |
| La Guijarrosa                    | 1.333            | 45,56      | 29               | 14902   | 14902        |
| Montalbán de Córdoba             | 4.435            | 33,66      | 132              | 14040   | 14548        |
| Montemayor                       | 3.885            | 57,98      | 67               | 14041   | 14530        |
| Montilla                         | 22.333           | 168,51     | 133              | 14042   | 14550        |
| Monturque                        | 1.933            | 32,83      | 59               | 14044   | 14930        |
| Moriles                          | 3.643            | 19,54      | 186              | 14045   | 14510        |
| Puente Genil                     | 29.844           | 171,05     | 174              | 14056   | 14500        |
| La Rambla                        | 7.438            | 135,61     | 55               | 14057   | 14540        |
| San Sebastián de los Ballesteros | 854              | 11,84      | 72               | 14059   | 14150        |
| Santaella                        | 4.655            | 226,07     | 21               | 14060   | 14546        |
| Comarca Campiña Sur              | 103.201          | 1.098,93   | 94               | –       | –            |

## Nachweise
1. ↑  Instituto Nacional de Estadística Municipal Register of Spain
2. ↑  Orden de 14 de marzo de 2003, por la que se aprueba el mapa de comarcas de Andalucía a efectos de la planificación de la oferta turística y deportiva, Boletín Oficial de la Junta de Andalucía (Amtsblatt der Regierung von Andalusien), Nr. 59 vom 27. März 2003, S. 6248